# Metacapitalismo
Metacapitalismo é um estilo de capitalismo em que os burocratas dominam o estado para criar barreiras à concorrência e dominar o sistema económico. Apesar de ser capitalista, o metacapitalismo é um forte inimigo do liberalismo económico sendo ele antiliberal.
1. ↑  «MetaCapitalism: The dialectics of impoverishment - ScienceDirect»
2. ↑  Viana, Jefferson (2 de jun. de 2016). «Um perigo chamado Metacapitalismo»